# توني دين (كاتب)
توني دين (بالإنجليزية: Tony Dean)‏ هو كاتب أمريكي، ولد في 26 نوفمبر 1940، وتوفي في 19 أكتوبر 2008.